# 分点

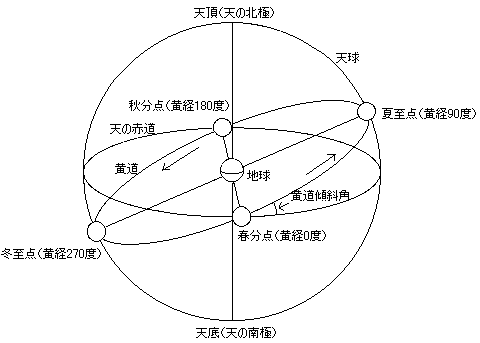
地球から見た天球上の太陽の動き

分点の日は、昼と夜の長さが等しくなる。

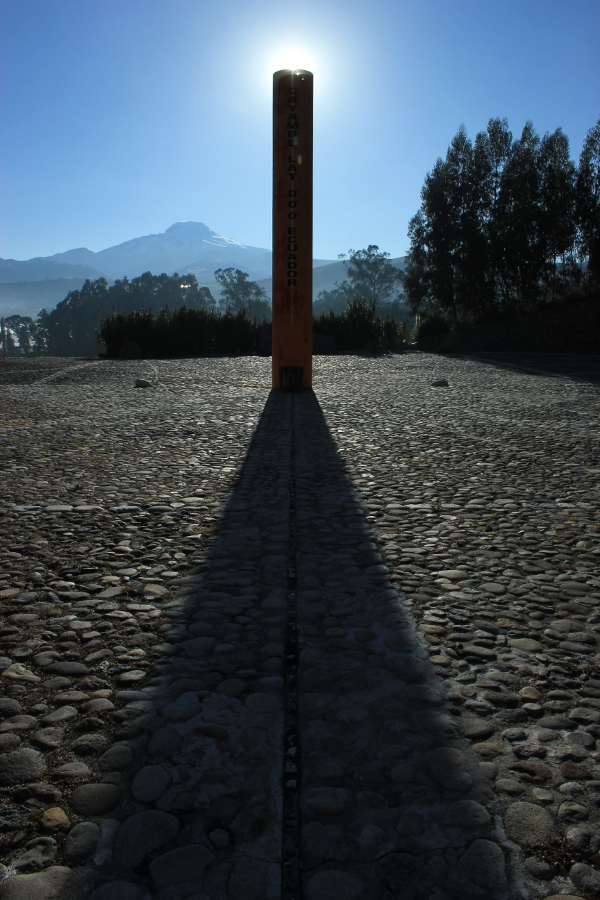
赤道上にあるキツァトの日時計（エクアドル）、分点通過時刻である2011年9月23日7:21の撮影。太陽はほぼ真東から昇って天頂を通る。日時計が作る影は赤道を示す線と重なる。

分点（ぶんてん、英語: equinox）とは、天球上で天の赤道と黄道とが交わる点、および、太陽がこの点を通過する瞬間のことである。分点は2つあり、春と秋にそれぞれ通過する。
春のものを春分点 (vernal equinox) といい、これは太陽が南から北へ通過する（昇交点）。太陽が春分点を通る瞬間を春分、春分を含む日を春分日という。
秋のものを秋分点 (autumnal equinox) といい、これは太陽が北から南へ通過する（降交点）。太陽が秋分点を通る瞬間を秋分、秋分を含む日を秋分日という。
春分日・秋分日には、太陽はほぼ真東から昇りほぼ真西に沈む。また、昼（日の出から日没まで）と夜の長さがほぼ同じになる。これを昼夜平分時（ちゅうやへいぶんじ）という。
日本では、春分日・秋分日は国民の祝日（春分の日・秋分の日）となる
ただし、上で「ほぼ」と書いたとおり、厳密には真東・真西・昼夜平分ではない。このずれの大きさは緯度によるが、北緯35°では、昼の時間は大気差により5.8分長く、太陽の視直径により2.6分長く、分点時刻が一般には正午からずれているせいで最大1.1分長くもしくは短くなるため、12時間より平均8.4分（7.3分 - 9.5分）長い。同様に、夜は短く、日の出・日の入りの方角はわずかに南寄りになる。また、均時差により、昼の長さが12時間8分だからといって5時56分に日が昇り18時4分に日が沈むわけではない。
地球の歳差により、天球上における分点の位置は移動する。それに伴い赤経・赤緯は年々変化するので、赤経・赤緯によって天体の位置を表す際には、それが何年の分点による赤経・赤緯であるかを示す必要がある。星図などでよく使われるのは1950年のものと2000年のもので、それぞれ1950.0分点、2000.0分点と表現する。